# У страха глаза велики
«У страха глаза велики» — советский рисованный мультипликационный фильм по русской народной сказке «Кот и лиса», снятый Ольгой Ходатаевой на студии «Союзмультфильм» в 1946 году.

## Описание мультфильма
Сюжет мультфильма повествует о Лисе, ловко обманувшей зверей и забравшей подарки, предназначенные Котофею Ивановичу, которого сама Лиса выдала за нового правителя леса.

## Сюжет
Жил-был чёрный кот, который любил есть сметану, но мышей не ловил. На него из-за этого рассердился хозяин и наказал его, посадив в мешок и бросив в лесу.
Увидела кота лиса и спросила про то, кто же он такой, на что Кот важно ответил, что он 

«кот сибирский, рост богатырский, чёрная шкурка, усы как у турка»
 и его самого зовут Котофеем Ивановичем, после чего кот спросил в ответ, кто же его встретил.
Лиса ответила на его вопрос тем, что её зовут Лизаветой Патрикеевной и предложила ему пойти к ней в гости, где она угостит его сметаной. По пути кот сильно напугал зайца. Тот убежал и рассказал медведю с волком о новом страшном чёрном звере.
Но хитрая лиса сообщила им, что Котофей Иванович — новый воевода, поэтому без подарков он не примет их, а если же они хотят его увидеть, то волк должен принести ему барана, а медведь — бычка.
Пошли волк и медведь на охоту и принесли добычу к дому лисы, а та стала в доме стучать да прыгать.
Кот проснулся, от испуга из дома выскочил и быстро залез на дерево, не удержался там и с воплем упал на медведя, а затем чуть в волка не вцепился.
Волк и медведь настолько испугались, что убежали прочь от разъярённого кота, а их добыча досталась лисе и коту.

## Создатели
| сценарий                        | Георгий Гребнер                                                    |
| постановка                      | Ольги Ходатаевой                                                   |
| режиссёр и художник-постановщик | Пётр Носов                                                         |
| композитор                      | Григорий Лобачёв                                                   |
| оператор                        | Михаил Друян                                                       |
| звукооператор                   | С. Ренский                                                         |
| ассистент режиссёра             | Лев Жданов                                                         |
| художники-компоновщики          | Елена Хлудова, Лев Позднеев                                        |
| художники-декораторы            | Ольга Геммерлинг, Константин Малышев, В. Завилопуло                |
| художники-мультипликаторы       | Николай Фёдоров, Фаина Епифанова, Татьяна Фёдорова, Борис Меерович |
| технический ассистент           | К. Апестина                                                        |
| ассистент по монтажу            | А. Фирсова                                                         |

## Роли озвучивали
| Актёр             | Роль    |
| ----------------- | ------- |
| Григорий Шпигель  | Кот     |
| Юлия Юльская      | Заяц    |
| Леонид Пирогов    | Медведь |
| Зинаида Бокарёва  | Лиса    |
| Евгений Мельников | Волк    |